# 相羽站
相羽站（日语：／ Aiba eki */?）是位於岐阜縣揖斐郡大野町大字相羽，名古屋鐵道揖斐線的鐵道車站（廢站）。

## 歷史
- 1926年（大正15年）4月6日 - 美濃電氣軌道（日语：美濃電気軌道）北方線北方町站（後來名為美濃北方站）至黑野站之間開業，此站啟用[2][3]。
- 1930年（昭和5年）8月20日 - 美濃電氣軌道與名古屋鐵道（第一代。同年中改名為名岐鐵道，在1935年起再改名為名古屋鐵道）合併。成為名古屋鐵道的車站[3]。
- 1948年（昭和23年）11月1日前 - 成為無人車站[4]。
- 2005年（平成17年）4月1日 - 揖斐線忠節站至黑野站之間被廢除，此站也被廢除[5]。

## 車站構造
截至車站廢除前，此站是地面車站，設有1面1線的單式月台。

### 配線圖
| ← 黑野方向      | 相羽站 站內配線略圖 | → 忠節方向 |
| 图例 参考文献： |                     |            |

## 使用狀況
- 在中提及在1992年度，當時1日平均上下車人次為98人，為除岐阜市內線均一車費區間內各站（岐阜市內線、田神線、美濃町線徹明町站至琴塚站之間）外名鐵所有車站（342站）中排名第337，揖斐線、谷汲線之間（24站）排名第20[1]。

## 車站周邊
- 八幡神社
- 相羽城址（日语：相羽城）
- 相羽公民館
- 大野町立東小學（日语：大野町立東小学校）
- 岐阜塑料工業 （页面存档备份，存于）

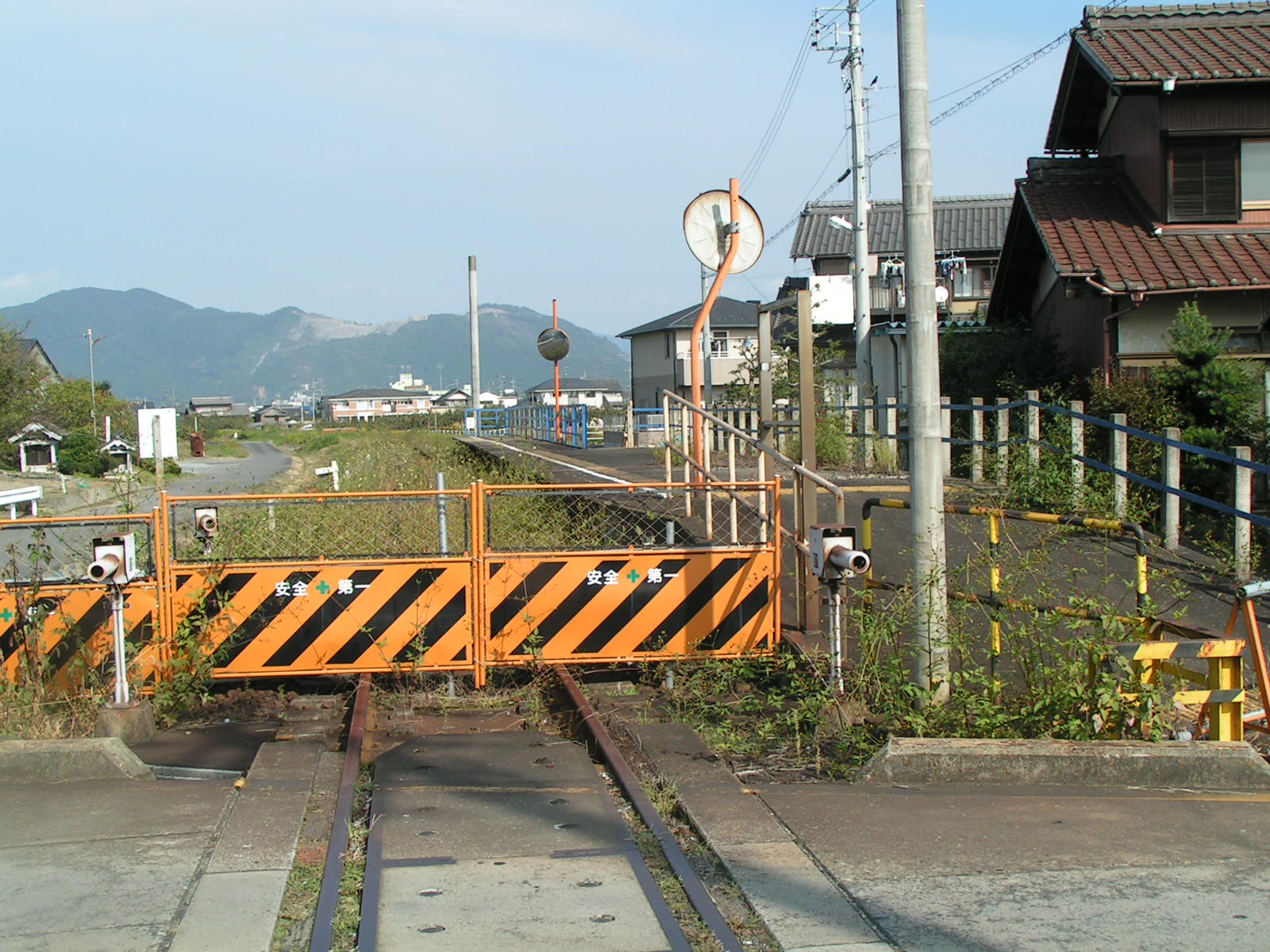
車站遺址 （2007年10月）
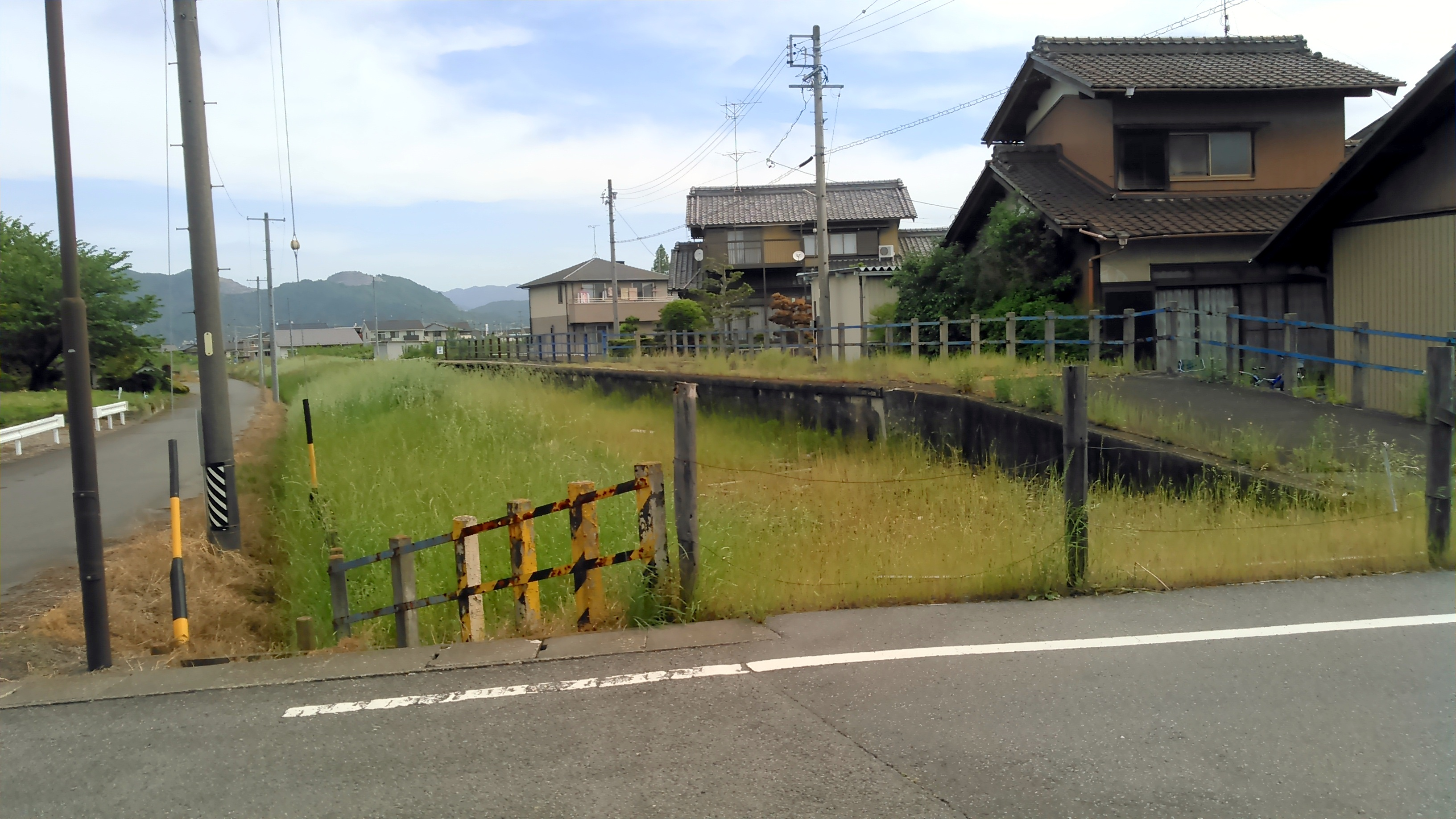
月台遺蹟（2017年5月）
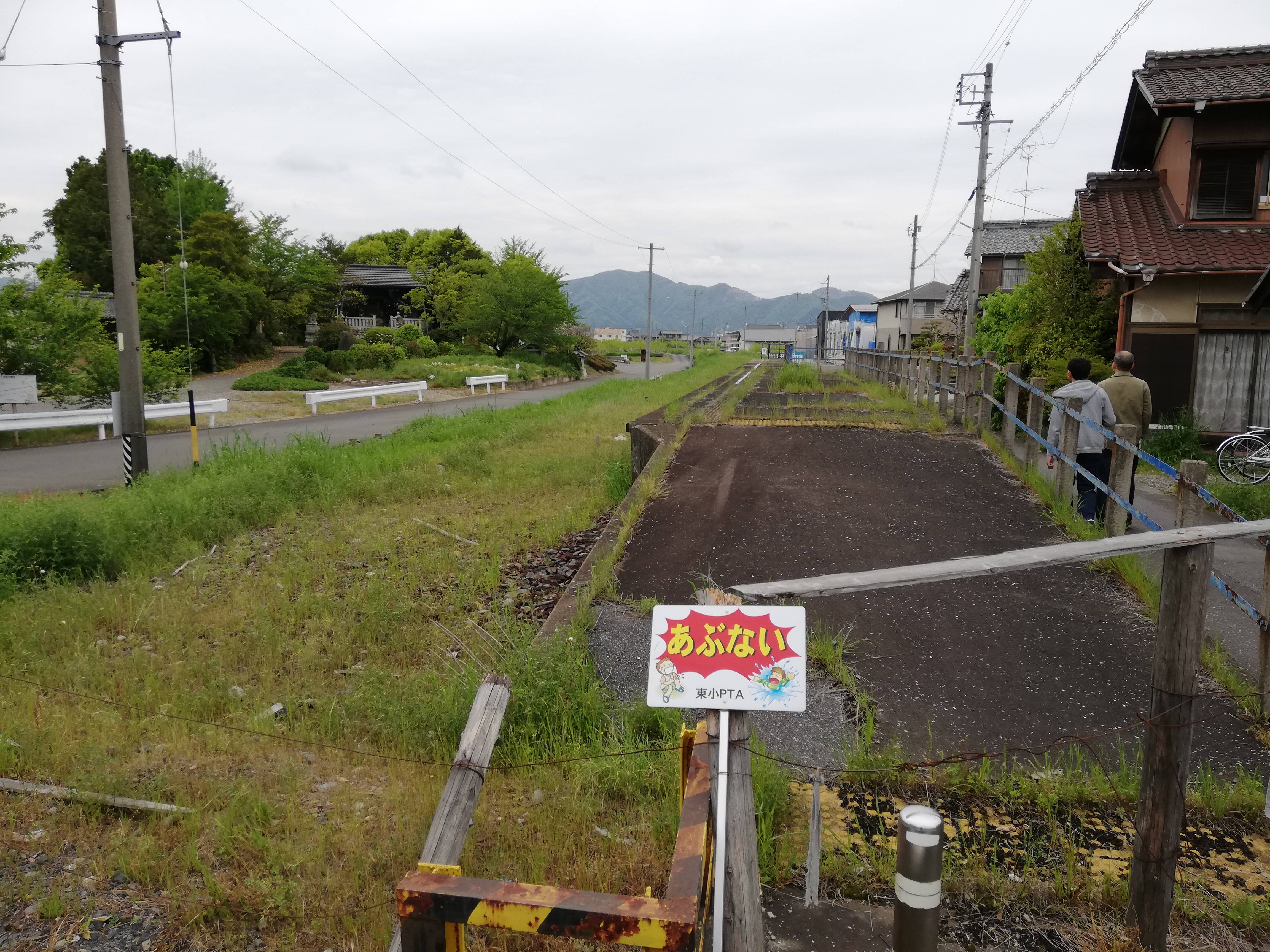
月台遺蹟（2019年4月）

## 替代交通

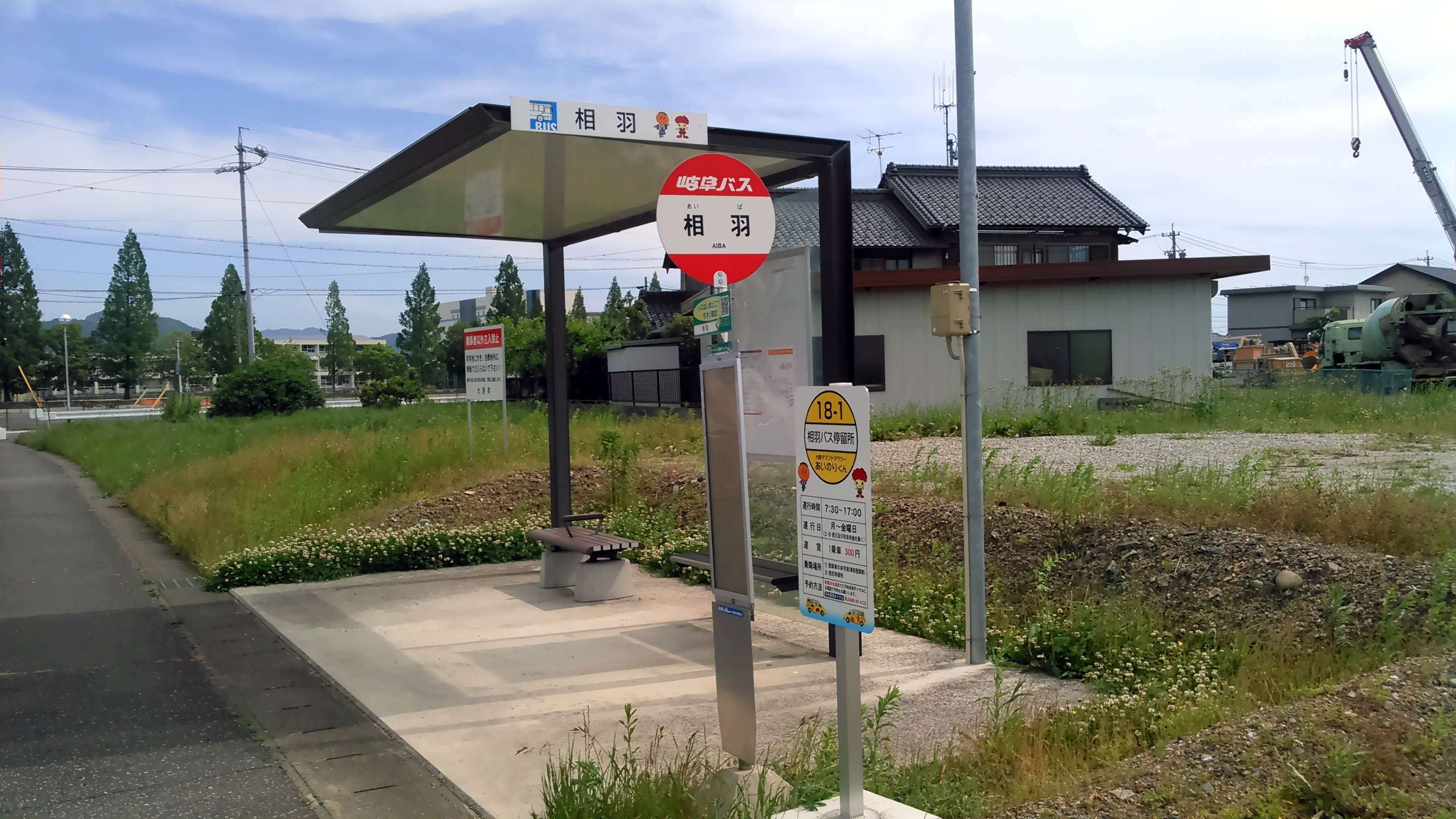
相羽巴士站（2017年5月）

- 岐阜巴士（日语：岐阜乗合自動車） 大野合乘的士 （页面存档备份，存于）[7][8][注 1]：相羽巴士站（相羽站遺址東北方（大野町立東小學）200米處）

## 相鄰車站
名古屋鐵道
■揖斐線
■急行·■普通
下方－相羽－黑野

## 注腳